# AAHA 2008/09
Die Saison 2008/09 war die erste reguläre Saison der All American Hockey Association. Die fünf Teams sollten in der regulären Saison je 42 Begegnungen absolvieren, der Spielplan musste jedoch umgeändert werden, nachdem die Chicago Blaze während der Saison die finanziell angeschlagenen Detroit Dragons ersetzten mussten. Das punktbeste Team der regulären Saison waren die Chi-Town Shooters, die in den Play-offs außerdem zum ersten Mal den Rod Davidson Cup gewannen.

## Reguläre Saison

### Abschlusstabelle
Abkürzungen: GP = Spiele, W = Siege, L = Niederlagen, T = Unentschieden, OTL = Niederlage nach Overtime, GF = Erzielte Tore, GA = Gegentore, Pts = Punkte
|                         | GP | W  | L  | OTL | SOL | GF  | GA  | Pts |
| ----------------------- | -- | -- | -- | --- | --- | --- | --- | --- |
| Chi-Town Shooters       | 41 | 30 | 11 | 0   | 0   | 226 | 158 | 60  |
| Battle Creek Revolution | 42 | 26 | 13 | 2   | 1   | 218 | 140 | 55  |
| Evansville IceMen       | 42 | 16 | 26 | 0   | 0   | 177 | 242 | 32  |
| Detroit Dragons         | 30 | 11 | 19 | 0   | 0   | 98  | 89  | 22  |
| Chicago Blaze           | 12 | 1  | 11 | 0   | 0   | 36  | 126 | 2   |

## Rod-Davidson-Cup-Playoffs
|  | Rod-Davidson-Cup-Halbfinale | Rod-Davidson-Cup-Halbfinale | Rod-Davidson-Cup-Halbfinale |  |  | Rod-Davidson-Cup-Finale | Rod-Davidson-Cup-Finale | Rod-Davidson-Cup-Finale |
|  |                             |                             |                             |  |  |                         |                         |                         |
|  |                             |                             |                             |  |  |                         |                         |                         |
|  | 1                           | Chi-Town Shooters           | 2                           |  |  |                         |                         |                         |
|  | 5                           | Chicago Blaze               | 0                           |  |  |                         |                         |                         |
|  |                             |                             |                             |  |  | 1                       | Chi-Town Shooters       | 3                       |
|  |                             |                             |                             |  |  | 2                       | Battle Creek Revolution | 2                       |
|  | 2                           | Battle Creek Revolution     | 2                           |  |  |                         |                         |                         |
|  | 3                           | Evansville IceMen           | 0                           |  |  |                         |                         |                         |
|  |                             |                             |                             |  |  |                         |                         |                         |